# Al-Wakrah SC
Al-Wakra (arabiska: الوكرة) är en professionell fotbollsklubb som spelar i den högsta divisionen i Qatar. Klubben grundades 1959.
Kända spelare som har representerat Al-Wakra genom åren är Fabrice Akwá, Frank Leboeuf, Youssef Chippo och Ahmed Radhi.

## Titlar
Qatar Stars League (2)
1998/99, 2000/01
Qatar Crown Prince Cup (1)
1998/99
Qatar Sheikh Jassem Cup (4)
1989/89, 1990/91, 1998/99, 2004/05

## Placering senaste säsonger
| Säsong  | Nivå | Liga               | Placering | Referens | Notering                           |
| ------- | ---- | ------------------ | --------- | -------- | ---------------------------------- |
| 2018/19 | 2    | Qatargas League    | 1         | [ 1 ]    | Uppflyttad till Qatar Stars League |
| 2019/20 | 1    | Qatar Stars League | 6         | [ 2 ]    |                                    |
| 2020/21 | 1    | Qatar Stars League | 8         | [ 3 ]    |                                    |
| 2021/22 | 1    | Qatar Stars League | 3         | [ 4 ]    |                                    |
| 2022/23 | 1    | Qatar Stars League | 4         | [ 5 ]    |                                    |
| 2023/24 | 1    | Q-League           | 4         | [ 6 ]    |                                    |
| 2024/25 | 1    | Q-League           | 8         | [ 7 ]    |                                    |

## Kända spelare
- Rúben Amorim